# 葛岡碧
葛岡 碧（くずおか みどり、1984年1月30日 - ）は、日本の女性ファッションモデル。
宮城県仙台市出身。イリューム所属。

## 略歴
宮城県第三女子高等学校を卒業。
当初は仙台市の芸能事務所に所属して宮城県を中心に活動していたが、2002年にファッション雑誌『Ray』に登場して以降、上京して2010年まで8年間に渡り同誌の専属モデルとして活動した。
2011年1月号から『AneCan』の専属モデルとして活動した。
2017年5月9日、「イーグルスガールデー2017」のイメージキャラクターに就任。

## 人物
兄が1人いる。
2015年10月4日に元プロサッカー選手でタレントの千葉直樹と結婚したが、2021年7月4日に離婚を発表した。
2023年5月10日に再婚と妊娠を発表し、同年7月に第1子女児を出産した。

## 雑誌

### 専属モデルとしての出演
- 『Ray』
  - 2002年（平成14年）2月号に初登場。
  - 2004年（平成16年）9月号で彩友美および松本莉緒と、2006年（平成18年）2月号で単独で『Ray』の表紙を飾った。同年7月号からは「MIDORIが着こなすファッション連載」を開始。
  - 2010年12月号（2010年10月23日発売）を最後に卒業。
- 『AneCan』
  - 2011年1月号（2010年12月7日発売）から登場している。
  - 2012年6月号（2012年5月7日発売）から連載企画「碧いろ。」がスタート[8]。
  - 2013年9月号（2013年8月7日発売）で初の単独表紙。表紙と単独グラビアにおいてセミヌードを披露し話題に[9]。

### その他
- 『mina』 2004年8月31日号（real face出演）
- 『REAL FACES』－minaムック本（日本を代表するモデル57人の素顔）
- Wedding BOOK 29号（2005年4月12日）
- CM NOW 2006年5-6月号（2006年4月15日）
- FLASH 2006年5月2日号（2006年4月18日）
- 週刊ヤングジャンプ 2008年11月6日号（2008年10月22日、水着グラビア）

## DVD
- 『碧色COLORS』(リバプール、2008年10月24日)

## テレビ
- GIRLS GOLF CLUB（サンテレビジョン・2012年4月4日-2013年9月） - 神戸蘭子と共演
- LOVE☆GOL（サンテレビジョン・2013年10月-） - 上記の番組をリニューアル。引き続き神戸蘭子と共演。
- 東京上級デート （テレビ朝日・2012年5月23日 ＃8 天現寺、2012年12月23日 クリスマススペシャル、2013年11月20日 ＃79 田町）
- 橋本マナミのLeader's Golf（テレビ埼玉・2020年-）

## 広告

### テレビCM
- 花王「エッセンシャル ダメージケア」　（2006年8月～）
南海キャンディーズ・しずちゃん、山咲トオルらと共演（→カワイイをつくる.com）
- マルイ「パーティードレス篇」テレビCM、Webショートムービー（2006年2月～5月）
- AMOジャパン　コンセプトワンステップ(2008年3月～）
- JR東日本「TYO 東京 For You キャンペーン」（2011年12月） - 金田彩菜、歌里かをりと共演

### スチル広告
- 「Rue de B」 SUMMER 2005（2005年5月～8月）
- ラフォーレ原宿小倉「2005 Autumn collection」（2005年9月～10月）
- AR「2006 S/Sイメージモデル」（2006年1月～7月）
- JAYRO/JAYRO NEXT「2006 S/Sイメージモデル」（2006年1月～7月）

## カタログ等
カタログ
- RyuRyu
- DAM SHOP
- 千趣会
- Rapty
- IMAGE
- ニッセン

など
ネットカタログ
- イマージュネット（2005年8月～）
- Woman excite（2005年9月～）

## ファッション・ショー
2004年（平成16年）
- 9月2日　Levi's 『girls stand out! 2004』（恵比寿ガーデンホール） 
Levi'sが選ぶジーンズの似合うベストモデルに葛岡碧が選出された。

2005年（平成17年）
- 8月7日　『東京ガールズコレクション 2005秋冬』

2006年（平成18年）
- 3月11日　『東京ガールズコレクション 2006春夏』
- 9月3日　『東京ガールズ コレクション 2006秋冬』

2007年（平成19年）
- 2月10日　『神戸ガールズコレクション 2007 上海』
- 3月3日　『東京ガールズコレクション 2007春夏』
- 8月31・9月1日　『神戸コレクション2007秋冬』
- 9月2日　『東京ガールズ コレクション 2007秋冬』

2008年（平成20年）
- 3月15日　『東京ガールズコレクション 2008春夏』
- 2月23日・3月8日　『神戸コレクション　2008春夏』
- 3月28日　『東京ガールズコレクションin 北京』
- 8月3日・23日　『神戸コレクション　2008秋冬』
- 9月6日　『東京ガールズコレクション 2008秋冬』
- 10月18日・19日　『仙台コレクション2008』

2009年（平成21年）
- 3月7日 『東京ガールズコレクション 2009春夏』
- 8月29日 『神戸コレクション 2009秋冬』
- 9月5日 『東京ガールズコレクション 2009秋冬』

2010年（平成22年）
- 3月6日 『東京ガールズコレクション 2010春夏』
- 3月13日 『神戸コレクションin 東京』
- 4月24日 『東京ガールズコレクションin 沖縄』（沖縄コンベンションセンター）
- 5月22日 『Girls Award 2010』

2011年（平成23年）
- 2月19日　『東京ガールズコレクションin 名古屋』
- 3月5日 『東京ガールズコレクション 2011春夏』
- 4月29日 『Girls Award　2011春夏』
- 9月18日　『仙台コレクション2011』

2012年（平成24年）
- 3月3日 『東京ガールズコレクション　2012春夏』
- 3月10日 『神戸コレクション 2012春夏』
- 10月6日 『東北コレクション2012』（仙台サンプラザ）[10]

2013年（平成25年）
- 1月12日 『アジアコレクション・バンコクランウェイ2013』[11]
- 2月24日 『名古屋コレクション 2013春夏』（愛知県体育館）
- 3月3日 『東京ガールズコレクション 2013春夏』
- 3月10日 『神戸コレクション 2013春夏』
- 3月20日 『東京ランウェイ 2013春夏』
- 3月24日 『東京ガールズコレクションin 上海』
- 9月1日 『神戸コレクション 2013秋冬』
- 9月14日 『東京ランウェイ 2013秋冬』
- 10月12日 『東北ドリームコレクション2013』（仙台サンプラザ）

## イベント
- 2005年4月9日（渋谷マルイ）『レッセパッセ プレゼンツ Rayモデル 葛岡碧 ファッショントークショー』
- 2005年4月10日（神戸マルイ）『レッセパッセ プレゼンツ Rayモデル 葛岡碧 ファッショントークショー』
- 2005年8月27日（新宿小田急百貨店・プランタン銀座）『葛岡碧×Ray×Rue de B デコラデニム発表会　ファッショントークショー』
- 2005年8月28日（阪神百貨店・大阪梅田大丸）『葛岡碧×Ray×Rue de B デコラデニム発表会　ファッショントークショー』
- 2006年3月4日（名古屋三越・名古屋髙島屋）『葛岡碧×Ray×Rue de B　ファッショントークショー』
- 2006年3月5日（新宿路面店）『葛岡碧×Ray×JAYRO　コラボTシャツ発表×1日店長』
- 2013年10月13日（日本製紙クリネックススタジアム宮城）『楽天×オリックス戦 始球式』[12]
- 2017年5月27日（Koboパーク宮城）『楽天×西武戦 始球式（イーグルスガールデー）』[2][13]

## その他
- 宮城県警察『性犯罪防止ポスター』（2011年）[14]

## 仙台時代
仙台の芸能事務所「MOCファッションモデルエージェンシー」所属時代の仕事。

### テレビ
- 仙台放送「彩食健美キレイ」（2002年11月～ 毎週水曜日21:54～）レギュラー
- 仙台放送「Otama Jacshi」（2003年4月16日～ 毎週水曜24:40～）番組ナビゲーター

### 広告
- NTTドコモ東北（2001年3月～2002年8月）
- au北海道（2002年2月～2002年5月）
- 東北電子専門学校（2003年7月～2005年6月）

### 雑誌
- 「Ray」2002年2月号
- 「CECIL McBEE A/W Book」
- 「CECIL McBEE Book」（2003年3月20日発売）サイパンロケ
- 「Ryu Ryu」夏号（2003年4月16日発売）
- 「Ryu Ryu」秋冬号（2003年8月20日発売）

### ファッション・ショー
- 2003年　future eyes 『東京コレクション 春夏』（東京板橋の銭湯「稲荷湯」にて）